# John Paul Ruiz
John Paul Ruiz Guadamúz (El Roble, 27 de diciembre de 2004) es un futbolista costarricense que juega como lateral izquierdo en la L. D. Alajuelense de la Primera División de Costa Rica.

## Trayectoria

### C. S. Herediano
El 28 de noviembre de 2021 debutó en la máxima categoría costarricense contra el Sporting F. C., ingresó de cambio al minuto ochenta y cuatro por la victoria 0-2.

### Municipal Grecia
Fue cedido a préstamo al Municipal Grecia por parte de las categorías inferiores del C. S. Herediano. Debutó el 20 de agosto de 2021 contra A. D. San Carlos en el que ingresó al terreno de juego al minuto 76 por la victoria 1-2. El 21 de noviembre por la jornada trece, realizó su primera anotación contra A. D. Guanacasteca.

### C. S. Herediano
Para el Torneo Clausura 2023 John fue reforzado al primer equipo del C. S. Herediano. Debutó en el torneo en la primera jornada contra el Guadalupe F. C. y al minuto ochenta marcó su primera anotación con los rojiamarillos, el encuentro finalizó por la victoria 1-0.

### Aris de Limassol y préstamo al AEZ Zakakiou
El 4 de septiembre de 2023, fue anunciado su fichaje al Aris de Limassol por un contrato hasta el 2028, mismo día se anunció su préstamo por una temporada al AEZ Zakakiou. El 16 de septiembre, debutó en la liga de Chipre contra el Doxa Katokopias, Ruiz sumó la totalidad de minutos por la victoria 1-3.
El 16 de marzo de 2024, el AEZ Zakakiou disputó el grupo del descenso del campeonato, con una derrota 0-4 contra el Othellos Athienou FC, y sin ver minutos de juego de John Ruiz, el club fue relegado oficialmente a la Segunda División de Chipre.

### Puntarenas F. C.
El 24 de mayo de 2024, se oficializó su préstamo al Puntarenas F. C. durante un año por parte de Aris de Limassol.

### L. D. Alajuelense
El 5 de junio de 2025, se oficializó su fichaje a la L. D. Alajuelense por la compra al Aris de Limassol con un contrato hasta junio de 2028.

## Estadísticas

### Clubes
Actualizado al último partido jugado el 20 de julio de 2025.
| Club                           | Div.          | Temporada     | Liga  | Liga  | Liga   | Copas nacionales | Copas nacionales | Copas nacionales | Copas internacionales | Copas internacionales | Copas internacionales | Total | Total | Total  |
| Club                           | Div.          | Temporada     | Part. | Goles | Asist. | Part.            | Goles            | Asist.           | Part.                 | Goles                 | Asist.                | Part. | Goles | Asist. |
| ------------------------------ | ------------- | ------------- | ----- | ----- | ------ | ---------------- | ---------------- | ---------------- | --------------------- | --------------------- | --------------------- | ----- | ----- | ------ |
| C. S. Herediano · Costa Rica   |               |               |       |       |        |                  |                  |                  |                       |                       |                       |       |       |        |
| 1.ª                            | 2021-22       | 1             | 0     | 0     | —      | —                | —                | —                | —                     | —                     | 1                     | 0     | 0     |        |
| Total club                     | Total club    | 1             | 0     | 0     | 0      | 0                | 0                | 0                | 0                     | 0                     | 1                     | 0     | 0     |        |
| Municipal Grecia · Costa Rica  |               |               |       |       |        |                  |                  |                  |                       |                       |                       |       |       |        |
| 1.ª                            | 2022-23       | 9             | 1     | 1     | 3      | 0                | 0                | —                | —                     | —                     | 12                    | 1     | 1     |        |
| Total club                     | Total club    | 9             | 1     | 1     | 3      | 0                | 0                | 0                | 0                     | 0                     | 12                    | 1     | 1     |        |
| C. S. Herediano · Costa Rica   |               |               |       |       |        |                  |                  |                  |                       |                       |                       |       |       |        |
| 1.ª                            | 2022-23       | 14            | 1     | 0     | —      | —                | —                | —                | —                     | —                     | 14                    | 1     | 0     |        |
| 1.ª                            | 2023-24       | 1             | 0     | 0     | —      | —                | —                | —                | —                     | —                     | 1                     | 0     | 0     |        |
| Total club                     | Total club    | 15            | 1     | 0     | 0      | 0                | 0                | 0                | 0                     | 0                     | 15                    | 1     | 0     |        |
| AEZ Zakakiou Chipre            |               |               |       |       |        |                  |                  |                  |                       |                       |                       |       |       |        |
| 1.ª                            | 2023-24       | 23            | 0     | 2     | 1      | 0                | 0                | —                | —                     | —                     | 24                    | 0     | 2     |        |
| Total club                     | Total club    | 23            | 0     | 2     | 1      | 0                | 0                | 0                | 0                     | 0                     | 24                    | 0     | 2     |        |
| Puntarenas F. C. · Costa Rica  |               |               |       |       |        |                  |                  |                  |                       |                       |                       |       |       |        |
| 1.ª                            | 2024-25       | 40            | 1     | 3     | 5      | 0                | 0                | —                | —                     | —                     | 45                    | 1     | 3     |        |
| Total club                     | Total club    | 40            | 1     | 3     | 5      | 0                | 0                | 0                | 0                     | 0                     | 45                    | 1     | 3     |        |
| L. D. Alajuelense · Costa Rica |               |               |       |       |        |                  |                  |                  |                       |                       |                       |       |       |        |
| 1.ª                            | 2025-26       | 0             | 0     | 0     | 1      | 0                | 0                | 0                | 0                     | 0                     | 1                     | 0     | 0     |        |
| Total club                     | Total club    | 0             | 0     | 0     | 1      | 0                | 0                | 0                | 0                     | 0                     | 1                     | 0     | 0     |        |
| Total carrera                  | Total carrera | Total carrera | 88    | 3     | 6      | 10               | 0                | 0                | 0                     | 0                     | 0                     | 98    | 3     | 6      |
| 1. Fuente:Transfermarkt        |               |               |       |       |        |                  |                  |                  |                       |                       |                       |       |       |        |

## Palmarés

### Títulos nacionales
| Título                         | Club              | País       | Año  |
| ------------------------------ | ----------------- | ---------- | ---- |
| Primera División de Costa Rica | C. S. Herediano   | Costa Rica | 2021 |
| Recopa de Costa Rica           | L. D. Alajuelense | Costa Rica | 2025 |